# エイミー・パスカル
エイミー・ベス・パスカル（Amy Beth Pascal, 1958年3月25日 - ）は、映画プロデューサー。パスカル・ピクチャーズ代表取締役。

## キャリア
ソニー・ピクチャーズ エンタテインメント（SPE）の共同会長、SPEのコロンビア・トライスター・モーション・ピクチャー・グループの会長を歴任。彼女はコロンビア映画で企画、製作、マーケティング活動の全てを統括していた。2001年、エンターテインメント産業での女性の役割を広げた功績により、クリスタル賞を受賞した。2006年、『ハリウッド・リポーター』選出のエンターテインメント界の女性100人で1位となった。2009年、『フォーブス』によって世界で最もパワフルな女性100人で60位となった。
2014年に発生したハッキング事件の責任を取って会長を辞任し、2015年度にソニーを退社した。退社後、製作会社のパスカル・ピクチャーズを設立。自らプロデューサーとして映画作品に関わり、2015年6月には古巣のソニーと4年間のファーストルック契約を結んでいたが契約満了に伴い、2019年5月、パスカル・ピクチャーズは新たにユニバーサル・ピクチャーズとファーストルック契約を結んだ。これにより、30年間に及ぶソニーとの密な関係に幕を閉じることになったが、ソニーとは今後も『スパイダーマン』関連作品に引き続き携わるほか、ソニー時代に自身が獲得したプロジェクトなどにも継続して関わることになる予定。